# Les Atomes
Les Atomes est un ouvrage de physique de 324 pages écrit et édité par le physicien Jean Perrin en 1913.

## Historique
Il est considéré comme un ouvrage de référence ayant fait date en physique,,. Il a été réédité à plusieurs reprises, en 1921, 1927, 1936, 1948, 1970 puis 1991, respectivement chez Félix Alcan puis aux PUF puis chez Gallimard et, à la suite d’un colloque en 2013 célébrant les 100 ans de l’ouvrage, une édition est publiée par le CNRS en 2014. Il est dédié par l'auteur à la mémoire du botaniste Noël Bernard et à l'écrivain Rosny Ainé.
La réédition de cet ouvrage par CNRS Éditions est complétée par des contributions d'Alain Fuchs, de Cédric Villani, de Denis Guthleben, de Michèle Leduc, d'Anastasios Brenner et de Joël Pouthas.

## Éditions
- Jean Perrin, Les Atomes, Paris, Librairie Félix Alcan, 1913 (lire en ligne). [détail des éditions]